# Краснополянский сельсовет (Оренбургская область)
Краснополянский сельсовет — сельское поселение в Новосергиевском районе Оренбургской области Российской Федерации.
Административный центр — посёлок Красная Поляна.

## История
Статус и границы сельского поселения установлены Законом Оренбургской области от 9 марта 2005 года № 1906/314-III-ОЗ «О муниципальных образованиях в составе муниципального образования Новосергиевский район Оренбургской области»

## Население
| 2010 | 2012 | 2013 | 2014 | 2015 | 2016 | 2017 |
| ---- | ---- | ---- | ---- | ---- | ---- | ---- |
| 591  | ↘585 | ↘572 | ↘543 | ↘536 | ↗558 | ↘550 |
| 2018 | 2019 | 2020 | 2021 |      |      |      |
| ↘531 | ↘509 | ↘498 | ↘476 |      |      |      |

## Состав сельского поселения
| № | Населённый пункт | Тип населённого пункта          | Население |
| - | ---------------- | ------------------------------- | --------- |
| 1 | Красная Поляна   | посёлок, административный центр | 503       |
| 2 | Ростошь          | посёлок                         | 74        |
| 3 | Степной Маяк     | посёлок                         | 14        |